# Womanizer
„Womanizer“ је песма америчке певачице Бритни Спирс. Издата је 7. октобра 2008. године, као први сингл са албума Circus. Песма је постала светски феномен преко ноћи, тако што је постала Бритнин осми број један сингл у свету. Womanizer је такође заузео прво место на Билборд хот 100. У јулу 2009. године, Womanizer постао је Бритнин најпродаванији сингл у САД продавши се у преко 2,77 милиона копија.

## Издавање сингла и промоција
Најављен као водећи сингл са албума, Womanizer је прво издат на радио-станицама широм света 26. септембра 2008. У продају је пуштен 7. октобра 2008. у САД преко дигиталног преузимања. Као компакт-диск издат је 25. октобра 2008. у Аустралији; 14. новембра 2008. у Немачкој; и 24. новембра 2008. у УК.
Дана 15. октобра 2008, песма је направила рекордан скок са 96. места на прво на Билборд хот 100.
Први пут је извела песму у Немачкој на „Bambi awards“ 27. новембра где је освојила награду за најбољег поп интернационалног извођача. 28. новембра Womanizer je извела уживо у Француској, а 29. новембра у УК на шоу талената The X Factor који је гледало око 12,8 милиона грађана Уједињеног Краљевства, и тиме поставши најгледанија епизода у историји овог шоуа.